# تنبؤ بوظيفة البروتين
التنبؤ بوظيفة البروتين  (بالإنجليزية: Protein function prediction)‏ هي طرق يستخدمها الباحثون في المعلوماتية الحيوية لتعيين أدوار بيولوجية أو كيميائية حيوية للبروتينات.هذه البروتينات عادة ما تكون غير مدروسة أو متوقعة بناءاً على بيانات التسلسل الجينومي. وكثيراً ما تكون هذه التنبؤات مدفوعة بالغالب بإجراءات حسابية مكثفة للبيانات.قد تأتي المعلومات منتماثلالتسلسل للحمض النووي، وخصائصالتعبير الجيني، وهيكل المجال البروتيني، وتعدين النصوص للمنشورات، خصائص النشوء، الخاصية المظهرية والتفاعل بين البروتين والبروتين. وظيفة البروتين هي مصطلح واسع: تتنوع ادوار البروتينات من التحفيز للتفاعلات الكيميائية الحيوية إلى نقل الاشارة، وقد يلعب بروتين واحد دوراً في عمليات متعددة أو مسارات خلوية.
بشكل عام، يمكن اعتبار الوظيفة بأنها «أي شيء يحدث للبروتين أو من خلال البروتين». يقدم اتحاد علم الوجود الجيني تصنيفاً مفيداً للوظائف، استناداً إلى معجم مصطلحات محددة جيداً مقسمة إلى ثلاث فئات رئيسية من الوظائف الجزيئية والعمليات البيولوجية والمكون الخلوي. يمكن للباحثين الاستعلام عن قاعدة البيانات هذه باستخدام اسم بروتين أورقم انضمام لاسترداد مصطلحات علم الوراثة الجينية المصاحبة أو التعليقات التوضيحية المستندة إلى أدلة حسابية أو تجريبية.
في حين أن تقنيات مثل تحليل مايكرو ارري، وتداخل RNA، ونظام التهجين ثنائي الخميرة يمكن أ، تستخدم لتوضيح وظيفة البروتين، إن التقدم في تقنيات التسلسل جعل المعدل الذي يمكن من خلاله تمييز البروتينات أبطأ بكثير من توفر تسلسلات جديدة، وبالتالي، فإن التعليق التوضيحي للتسلسلات الجديدة يتم في الغالب عن طريق التنبؤ من خلال الاساليب الحسابية، حيث أن هذه الانواع من التعليقات يمكن أن تتم بسرعة للعديد من الجينات أو البروتينات في آن واحد. أول هذه الاساليب الدالة الاستنتاج تستند إلى البروتيناتالمتماثلة مع وظائف معروفة (التنبؤ بالوظيفة المستندة إلى التماثل). لقد وسع تطوير الأساليب القائمة على السياق ة الهيكلية المعلومات التي يمكن التنبؤ بها، ويمكن استخدام مجموعة من الطرق للحصول على صورة لمسارات خوية كاملة استناداً إلى بيانات التسلسلتم التأكيد على أهمية وانتشار التنبؤ الحسابي لوظيفة الجين من خلال تحليل «رموز الأدلة» المستخدمة في قاعدة البيانات.GO: اعتباراً من عام 2010، تم إدراج 98% من التعليقات ضمن كود IEA(مستنتج من التعليق الإلكتروني) بينما 0.6%فقط اعتمدت على أدلة تجريبية.

## طرق التنبؤ الوظيفي

### أساليب قائمة على التماثل

محاذاة تسلسل متعددة

عادةً ما تكون البروتينات متشابهة التسلسل متماثلة وبالتالي لها وظيفة مماثلة، ومن ثم فإن البروتينات الموجودة في جينوم متسلسل حديثاً يتم وصفها بشكل روتيني باستخدام تسلسلات من بروتينات مماثلة في جينومات ذات صلة. ومع ذلك فإن البروتينات وثيقة الصلة لا تتشارك دائماً في نفس الوظيفة. على سبيل المثال، بروتينات الخميرة Gal1 و Gal9 هي paralogs (مطابقة 73% ومتشابهة 92%) التي طورت وظائف مختلفة جداً مع Gal1 كونها galactokinase و Gal3 عبارة عن محفز نسخي.
لا توجد سلسلة -متشابهة ثابتة للتنبؤ الوظيفي «الآمن»؛ العديد من البروتينات ذات تشابه تسلسلي بالكاد يمكن كشف ان لها نفس الوظيفة في حين أن البعض الآخر (مثل Gal1 و Gal3) متشابهة إلى حد كبير ولكنها طورت وظائف مختلفة. وكقاعدة عامة، عادة ما تعتبر التتابعات التي تكون أكثر من 30%-40% متطابقة ذات الوظيفة نفسها أو وظيفة مشابهة جداً.
بالنسبة للإنزيمات، تكون التنبؤات الخاصة بالوظائف المحددة صعبة للغاية، حيث انها تحتاج فقط إلى عدد قليل من الوحدات البنائية الاساسية في موقعها النشط، وبالتالي فإن التسلسلات المختلفة جداً يمكن أن يكون لها أنشطة مشابهة جداً. على النقيض من ذلك، حتى مع وجود تسلسل متطابق 70% أو أكثر، فإن 10% من أي زوج من الانزيمات لها ركائز مختلفة؛ والاختلافات في التفاعلات الانزيمية الفعلية ليست غير شائعة بالنسبة ل 50% من تطابق التسلسل.

### أساليب قائمة على التتابع
يسمح لنا تطوير قواعد بيانات المجال البروتيني مثلPfam(قاعدة بيانات عائلة البروتينات) بإيجاد مجالات معروفة ضمن تسلسل استعلامات، وتقديم الدليل على الوظائف المحتملة، يحتوي موقع dcGO على شروح لكل من المجالات الفردية والمجالات العليا (أي مجموعة من مجالين متعاقبين أو أكثر)، وبالتالي عبر توقع DCGO مما يسمح بتنبؤات الوظيفة بطريقة أكثر واقعية.ضمن مجالات البروتين، فإن التوقعات الأفصر المعروفة باسم «الزخارف» ترتبط بوظائف معينة، وقواعد البيانات المتميزة مثل PROSITE («قاعدة بيانات المجالات البروتينية والعائلات والمواقع الوظيفية») يمكن البحث فيها باستخدام تسلسل استعلامات. يمكن استخدام الزخارف، على سبيل المثال، للتنبؤ بتوطين بروتين خلوي (حيث يتم إرسال البروتين في الخلية بعد تركيبه). توجه الببتيدات ذات الإشارة القصيرة بروتينات معينة إلى موقع معين مثل الميتوكندريا، وتوجد أدوات مختلفة للتنبؤ بهذه الاشارات في تسلسل البروتين. على سبيل المثال، تم تحسينSignalP. الذي تم تحديث اساليبه عدة مرات. وبالتالي يمكن التنبؤ بجانب وظيفة البروتين دون المقارنة مع متواليات بروتينية متجانسة كاملة الطول.

### الأساليب القائمة على البنية

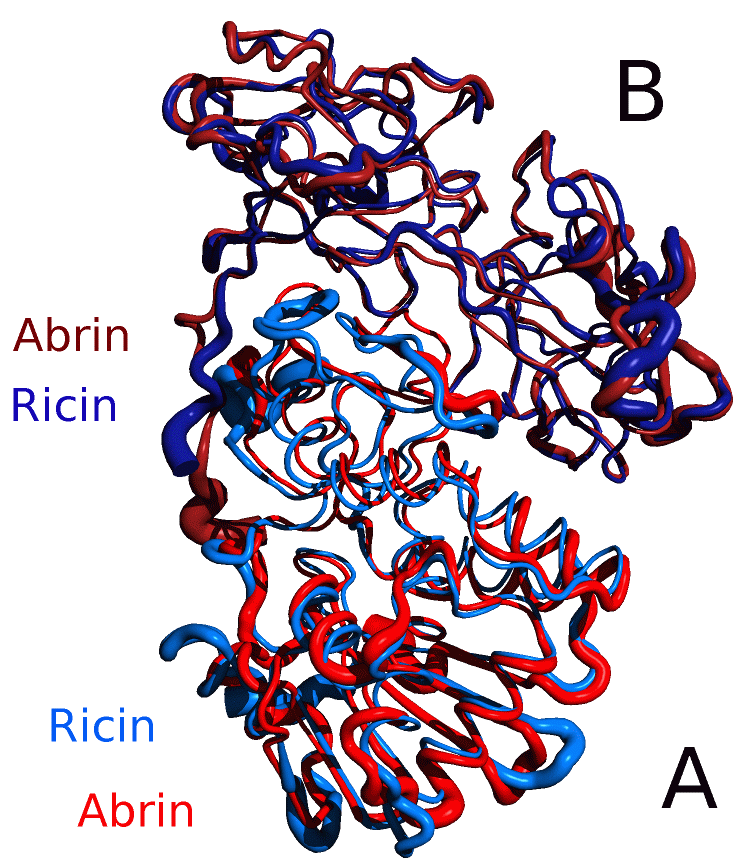
محاذاة البروتينات السامة الريسين وأبرين. يمكن استخدام محاذاة هيكلية لتحديد ما إذا كان للبروتينين وظائف متشابهة حتى لو اختلفت تتابعاتهما.

نظراً لأن بنية البروتين ثلاثي الأبعاد تتم المحافظة عليها بشكل جيد أكثر من تسلسل البروتين، فإن التشابه الهيكلي هو مؤشر جيد لوظيفة مماثلة في اثنين أو أكثر من البروتينات. تم تطوير العديد من البرامج لفحص بنية بروتينية مجهولة ضد بنك معلومات البروتين وتقديم تقرير عن هياكل مماثلة (على سبيل المثال FATCAT، Flexible structure AlignmenT by Chaining AFPs (Aligned Fragment Pairs) with Twists، التمدد الاندماجي CE، و Deepalign لمحاذاة هيكل البروتين وراء القرب المكاني. للتعامل مع الوضع الذي لا يحتوي على العديد من متواليات البروتين لها هياكل لحلها، يتم تطوير بعض خوادم التنبؤ الوظيفية مثل RaptorX التي يمكنها أولاً التنبؤ بالنموذج ثلاثي الابعاد للتسلسل ثم استخدام اسلوب يستند إلى بنية للتنبؤ بالوظائف استناداً إلى نموذج 3D المنشأ به. في العديد من الحالات؛ بدلاً من هيكل البروتين بالكامل، يمكن استهداف البنية ثلاثية الابعاد لمفهوم معين يمثل موقعاً نشطاً أو موقع ربط، طريقة SALSA طورت من قبل ماري جو اونديرشين وطلابها.الخصائص الكيميائية المحسوسة للاحماض الامينية الفردية لتحديد المواقع النشطة كيميائياً حيوياً. وقد تم تطوير قواعد البيانات مثل أطلس الموقع التحفيزي والتي يمكن البحث فيها باستخدام تسلسلات برة تينية جديدة للتنبؤ بمواقع وظيفية محددة.

### الأساليب الجينية المستندة إلى السياق
لا تعتمد العديد من الطرق الاحدث لتنبؤ وظيفة البرتين على مقارنة التسلسل أو التركيب كما هو مذكور اعلاه، ولكن على نوع الارتباط بين الجينات/البروتينات الجديدة وتلك التي تحتوي بالفعل على شروح. تعرف هذه بالتنميط الجيني الذي يعرف أيضا بالتنميط التكويني على الملاحظة التي تشير إلى ان اثنين أو أكثر من البروتينات التي لها نفس نمط الوجود أو الغياب في العديد من الجينومات المختلفة يكون لها على الارجح ارتباط وظيفي. في حين انه يمكن استخدام اساليب قائمة على التماثل لتحديد الوظائف الجزيئية للبروتين، يمكن استخدام المناهج المستنة إلى السياق للتنبؤ بالوظيفة الخلوية، أو العملية البيولوجية التي يعمل فيها البروتين. على سبيل المثال، من المرجح أن تشارك البروتينات التي تشارك في نفس مسار نقل الإشارة في سياق جينومي عبر جميع الانواع.